# 江苏省泰兴中学
江苏省泰兴中学（英語：Taixing High School of Jiangsu Province），是江苏省泰兴市知名高中。

## 概述
前身是清朝咸丰十一年由时任知县金以诚创办的“襟江书院”，原址在泰兴县衙东南侧，现存建筑位于泰兴中学内，作为泰兴中学校史馆。1958年，改名为“江苏省泰兴中学”，同时确定为“全省首批办好的18所重点中学”，名称延续至今。2000年4月，被确认为国家级示范性普通高中。2004年，被评为江苏省四星级普通高中。